# Польта
По́льта (По́льто) — река в Томской области России. Вытекает из озера Польто 3-е (14 км²) и связывает в единую гидрологическую систему целый комплекс крупных озер: Польто 2-е (около 2,5 км²), Польто 1-е (около 6 км²), Камгол (около 6 км²) и другие. При общем уклоне местности с востока на запад река Польта течет с запада на восток и вливается в реку Тым с противоположным по отношению к водоприёмнику направлением течения. Устье реки находится в 278 км по левому берегу реки Тым. Длина реки составляет 61 км, площадь водосборного бассейна 1930 км².
В бассейне реки с 2013 года находится Государственный зоологический заказник областного значения «Польто» площадью 149 021 гектаров. Ранее являлся памятником природы областного значения, созданным в 1993 году для охраны уникального природного ландшафта — Междуречной озёрно-аллювиальной равнины, ложбин древнего стока и комплекса надпойменных террас Тыма и Польты. Заповедный участок для сохранения и восстановления редких и исчезающих видов животных и растений. Угодье «Бассейн реки Польта» включено в список водно-болотных угодий Рамсарской конвенции, имеющих международное значение.

## Притоки
- 27 км: Чамжелька
- 46 км: Рыбная
  - 15 км: Малая Рыбная
- Щучья
- Ершовка 1-я
- Ершовка 2-я

## Данные водного реестра
По данным государственного водного реестра России, относится к Верхнеобскому бассейновому округу, водохозяйственный участок реки — Обь от впадения реки Васюган до впадения реки Вах, речной подбассейн реки — Васюган. Речной бассейн реки — (Верхняя) Обь до впадения Иртыша.